# Strzelectwo na Letnich Igrzyskach Olimpijskich 1932 – karabin małokalibrowy leżąc, 50 m
Karabin małokalibrowy leżąc 50 m to konkurencja rozegrana w dniu 13 sierpnia 1932 r. Zawody odbyły się w Los Angeles Police Pistol Range w Elysian Park. Wystartowało 26 zawodników z 9 krajów.

## Wyniki
Każdy z zawodników oddał po 30 strzałów.
| Pozycja | Zawodnik                     | Kraj              | Wynik |
| ------- | ---------------------------- | ----------------- | ----- |
| złoto   | Bertil Rönnmark              | Szwecja           | 294   |
| srebro  | Gustavo Huet                 | Meksyk            | 294   |
| brąz    | Zoltán Soós-Ruszka Hradetzky | Węgry             | 293   |
| 4.      | Mario Zorzi                  | Włochy            | 293   |
| 5.      | Gustaf Andersson             | Szwecja           | 292   |
| 5.      | William Harding              | Stany Zjednoczone | 292   |
| 5.      | Francisco António Real       | Portugalia        | 292   |
| 5.      | Karl August Larsson          | Szwecja           | 292   |
| 9.      | Julio Castro                 | Hiszpania         | 291   |
| 10.     | Carlos Guerrero              | Meksyk            | 290   |
| 11.     | Tibor Tarits                 | Węgry             | 289   |
| 11.     | Gustavo Salinas              | Meksyk            | 289   |
| 13.     | Ugo Cantelli                 | Włochy            | 288   |
| 13.     | Edward Shumaker              | Stany Zjednoczone | 288   |
| 15.     | Rom Stanifer                 | Stany Zjednoczone | 287   |
| 16.     | Antonio Daneri               | Argentyna         | 286   |
| 16.     | Amedeo Bruni                 | Włochy            | 286   |
| 18.     | Antal Barát-Lemberkovits     | Węgry             | 285   |
| 19.     | Manoel Braga                 | Brazylia          | 284   |
| 20.     | Manuel Guerra                | Portugalia        | 282   |
| 20.     | Antônio Guimarães            | Brazylia          | 282   |
| 22.     | Sigfrido Vogel               | Argentyna         | 281   |
| 23.     | José Maria Ferreira          | Portugalia        | 279   |
| 24.     | José Castro                  | Brazylia          | 277   |
| 25.     | Buenaventura Bagaria         | Hiszpania         | 274   |
| 26.     | Manuel Corrales              | Hiszpania         | 268   |